# Camoni
I camoni sono dei pomodori tipici della Sardegna tanto che commercialmente vengono altresì identificati come "pomodorino sardo". Si riconoscono grazie alla parte superiore, vicina al picciolo, di colore verde. Furono introdotti nel sud della Sardegna alla fine degli anni ottanta perché resistenti ad alcune fitopatologie, che causavano gravi danni alle coltivazioni di pomodori in serra.